# Diepenlinchen
Diepenlinchen is een plaats in de Duitse gemeente Stolberg (Rheinland), deelstaat Noordrijn-Westfalen.
Diepenlinchen ligt ten noorden van Mausbach, waar het ambtelijk deel van uitmaakt.
Diepenlinchen is vooral bekend vanwege de Erzgrube Diepenlinchen. Reeds de Romeinen wonnen hier erts, en ook in later tijd werd zink- en looderts (galmei) en ook ijzererts gevonden en bewerkt. In 1809 werden vele kleinere groeven samengevoegd en begon de winning en verwerking van het erts op industriële schaal. Uiteindelijk waren er schachten tot 400 meter diep en werkten er honderden mensen. Er waren echter grote moeilijkheden met de waterhuishouding. Tijdens de Eerste Wereldoorlog, toen er een tekort aan steenkool was, kon men de diepste schachten niet meer droog houden. De groeve werd onrendabel en in 1919 werd ze gesloten. Later heeft men, tot 1942, nog erts gewonnen uit de afvalhopen middels flotatie.
In 1965 werd officieel bekend dat er vergiftigingsverschijnselen bij rundvee waren ten gevolge van lood en cadmium.
Er ligt ook een vliegveldje bij Diepenlinchen, de Flugplatz Aachen-Diepenlinchen.

## Nabijgelegen kernen
Mausbach, Werth, Oberstolberg